# Johannes Elias Teijsmann
Johannes Elias Teijsmann (o Teysmann) (1 de junio de 1808, Arnhem - 22 de junio de 1882, Buitenzorg) fue un botánico, y pteridólogo holandés.
Expediciona a Java en 1830 como horticulturista del Gobernador General van den Bosch. De jardinero deviene en curador del Jardín Botánico de Buitenzorg (o Bogor) en 1831 y consagrará el resto de su vida al desarrollo del jardín botánico, hasta 1869. Toma parte en numerosas e importantes expediciones botánicas, especialmente a las islas de la Sonda, y a través del Arquipiélago Malayo; Teijsmann también forma parte de la misión holandesa a Siam (hoy Tailandia).
En 1837, Justus Carl Hasskarl (1811-1894) será su asistente. Y le convence de reorganizar los cultivos en función de las familias taxonómicas, lo que se traduce en el desplazamiento de numerosos especímenes. Solo aquellos árboles muy grandes permanecieron en sus lugares originales.
Teijsmann, por sus viajes y sus preferencias, introdujo millares de especies al jardín como Delonix regia, Manihot esculenta, Elaeis guineensis. Hace preparar el segundo catálogo del jardín. El primero, firmado por Carl Ludwig Blume (1789-1862), describía 914 especies, el segundo 2.800.
Bajo su dirección, el jardín jugó un importante rol en la introducción del cultivo de Cinchona que permitió la producción de quinina.

## Honores
El género Teysmannia se nombra en su honor, junto con varias especies. También fue conmemorado en la revista Teysmannia, publicada entre 1890 y 1922. En 1925, fue incorporada dentro de De Indische Culturen-Teysmannia.

## Fuente
- Nationaal Herbarium Nederland: Johannes Elias Teijsmann
- Traducciones de los Arts. en lengua inglesa y francesa de Wikipedia.